# Giulio Natta
Giulio Natta (ur. 26 lutego 1903 w Imperia, zm. 2 maja 1979 w Bergamo) – włoski chemik, noblista.
Od 1933 do 1935 był profesorem chemii na Uniwersytecie w Padwie, od 1936 do 1938 był dyrektorem Instytutu Chemii Przemysłowej w Turynie, od 1938 był profesorem i dyrektorem Instytutu Chemii Przemysłowej na Politechnice Mediolańskiej. Prowadził badania nad syntezą na skalę przemysłową wielu związków chemicznych, np. tlenku etylenu, alkenów, alkoholi. Za prace dotyczące stereochemii polimerów i stereospecyficznej polimeryzacji w 1963 r. (wspólnie z Karlem Zieglerem) otrzymał Nagrodę Nobla.

## Dokonania
W pierwszych pracach Natta zajmował się rentgenografią strukturalną i katalizą. W 1938 zaczął organizować we Włoszech badania związane z produkcją syntetycznego kauczuku. W 1953 Karl Ziegler opracował technologię otrzymywania polietylenu o wysokiej gęstości (HDPE). Było to możliwe dzięki użyciu nowych katalizatorów metaloorganicznych, kompleksów tytanu i chlorku glinu. Katalizatory te umożliwiły obniżenie temperatury reakcji, zwiększyły stopnień konwersji monomeru a produkt miał lepsze własności mechaniczne, gdyż powstające łańcuchy polimeru nie miały rozgałęzień.
Natta zastosował podobne katalizatory do polimeryzacji propylenu. Wcześniejsze próby syntezy polipropylenu metodami wysokociśnieniowymi prowadziły do polimeru ataktycznego, który był bezużyteczny ze względu na słabe własności mechaniczne. Katalizatory Natty umożliwiły otrzymanie polipropylenu izotaktycznego, to jest o uporządkowanej budowie stereochemicznej, w której wszystkie boczne grupy metylowe są ułożone po jednej stronie łańcucha polimeru.
Natta zastosował tę metodę również do polimeryzacji innych monomerów winylowych.
Grupę związków metaloorganicznych – kompleksów tytano-glinowych, które stosuje się jako katalizatory polimeryzacji winylowej – nazywa się do dzisiaj katalizatorami Zieglera-Natty.

Polimer o strukturze izotaktycznej w projekcji Natty

Nazwiskiem Natty określa się system projekcji perspektywicznej związków chemicznych z wykorzystaniem wiązań klinowych (projekcja Natty).